# Yūji Takada
Yūji Takada (jap. 高田 裕司, Takada Yūji; * 17. Februar 1954 in Ōta) ist ein ehemaliger japanischer Ringer. Er war 1976 Olympiasieger und vierfacher Weltmeister im freien Stil im Fliegengewicht.

## Werdegang
Yūji Takada begann als Jugendlicher an einer Oberschule mit dem Ringen. 1976 wurde er Student an der Nippon Sport Science University und setzte dort diesen Sport fort. Er entwickelte sich zu einem Weltklasseathleten im freien Stil. 1973 wurde er erstmals japanischer Meister im Fliegengewicht. Im selben Jahr wurde er auch erstmals bei einer internationalen Meisterschaft, der Weltmeisterschaft in Teheran, im Fliegengewicht eingesetzt. Er siegte dort in vier Kämpfen, musste aber von Arsen Alachwerdijew aus der UdSSR und Ibrahim Javadi aus dem Iran Niederlagen einstecken und gewann die Bronzemedaille.
Bei der Weltmeisterschaft 1974 in Istanbul genügten Takada drei Siege zum Gewinn des Weltmeister-Titels. Das lag daran, dass er mit Ali Rıza Alan, Türkei, Roman Dmitriew, UdSSR u. Dojodovyn Ganbat, Mongolei die Ringer besiegte, die hinter ihm die Plätze 2 bis 4 belegten. Außerdem hatte er in einer Runde Freilos.
1975 konnte Takada in Minsk den Gewinn seines zweiten WM-Titels feiern. Das besondere daran war, dass er diesen Titel mit „0“ Fehlpunkten gewann, weil er seine sechs Gegner vorzeitig besiegte. Auch bei den Olympischen Spielen 1976 in Montreal war Takada im Fliegengewicht hoch überlegen. Von den sieben Gegnern, gegen die er antreten musste, kam nur der sowjetische Sportler Alexander Iwanow mit ihm über die Zeit, verlor aber haushoch nach Punkten. Die restlichen sechs Gegner besiegte Takada wieder vorzeitig und gewann mit 0,5 Fehlpunkten die Goldmedaille.
Bei der Weltmeisterschaft 1977 in Lausanne wiederholte Takada die phantastische Leistung von 1975. Mit sieben vorzeitigen Siegen wurde er erneut mit „0“ Fehlpunkten Weltmeister.
Dass Takada nicht unschlagbar war, zeigte sich erstmals bei der Weltmeisterschaft 1978 in Mexiko-Stadt. Der haushohe Favorit Yūji Takada verlor gleich seinen ersten Kampf vorzeitig gegen den sowjetischen Sportler Anatoli Beloglasow und musste auch von Hartmut Reich aus Jena im fünften Kampf eine Niederlage einstecken, was ihn nur auf den 5. Platz kommen ließ.
Ein Jahr später gelang Takada bei der Weltmeisterschaft in San Diego die Revanche sowohl gegen Anatoli Beloglasow, auf den er, wie es der Zufall wollte, wieder gleich in der 1. Runde traf und diesmal überlegen auspunktete, als auch gegen Hartmut Reich, den er sogar vorzeitig besiegte. Er gewann auch seine übrigen Kämpfe vorzeitig und wurde in überlegenem Stil zum vierten Mal Weltmeister.
1980 war Takada vom Olympiaboykott betroffen, er konnte deshalb nicht in Moskau antreten. Von 1981 bis 1983 legte er auf der internationalen Matte eine Pause ein. 1984 startete er aber wieder bei den Olympischen Spielen in Los Angeles, war aber nicht mehr der souveräne Ringer der Jahre 1974 bis 1979. Er verlor in dem inzwischen neu eingeführten Poolsystem in seinem Pool gegen Šaban Trstena aus Jugoslawien und konnte somit als Pool-Zweiter nur mehr gegen Ray Takahashi aus Kanada um die Bronzemedaille kämpfen. Diesen Kampf gewann er sicher nach Punkten.
Danach beendete er seine internationale Ringerlaufbahn. Im Alter von 36 Jahren versuchte Takada, weil die Weltmeisterschaft im heimischen Tokio stattfand, ein Comeback, das aber, gemessen an seinen früheren Erfolgen, misslang. Er konnte mit den neuen und vor allem viel jüngeren Ringerstars, die inzwischen herangewachsen waren, nicht mehr mithalten und landete auf dem 8. Platz.
Danach beendete er seine aktive Ringerlaufbahn endgültig. Er machte danach auch beruflich und als Sportfunktionär Karriere, wurde Professor für Recht und Politik an der Yamanashi Gakum Universität und übte im japanischen Ringerverband, im japanischen Nationalen Olympischen Komitee und im Internationalen Olympischen Komitee hohe Ämter aus. Davor übte er auch einige Jahre lang das Amt des japanischen Cheftrainers der Freistil-Nationalmannschaft aus. Für seine Verdienste um den Ringersport wurde er 2004 in die FILA International Wrestling Hall of Fame aufgenommen.

## Internationale Erfolge
(OS = Olympische Spiele, WM = Weltmeisterschaft, F = freier Stil, Fl = Fliegengewicht, damals bis 52 kg Körpergewicht)
- 1973, 3. Platz, WM in Teheran, F, Fl, mit Siegen über Władysław Stecyk, Polen, Henryk Gál, Ungarn, Ognjan Nikolow, Bulgarien u. Guy Zink, USA u. Niederlagen gegen Arsen Alachwerdijew, UdSSR u. Ibrahim Javadi, Iran;
- 1974, 1. Platz, WM in Istanbul, F, Fl, mit Siegen über Ali Rıza Alan, Türkei, Dojodovyn Ganbat, Mongolei u. Roman Dmitriew, UdSSR;
- 1974, 2. Platz, Asien-Spiele in Teheran, F, Fl, hinter Ibrahim Javadi u. vor Satbir, Indien, Dojodovyn Ganbat u. Kim Young-Jun, Südkorea;
- 1975, 1. Platz, WM in Minsk, F, Fl, mit Siegen über Mimitar Filipow, Bulgarien, Dojodovyn Ganbat, Diégo Lo Bruto, Frankreich, Ion Arapu, Rumänien, Henryk Gál u. Telman Paschajew, UdSSR;
- 1976, Goldmedaille, OS in Montreal, F, Fl, mit Siegen über Gordon Bertie, Kanada, Kamil Özdag, Türkei, Henryk Gál, Jeon Hae-Sup, Südkorea, Julien Mewis, Belgien, Władysław Stecyk u. Alexander Iwanow, UdSSR;
- 1977, 1. Platz, WM in Lausanne, F, Fl, mit Siegen über Itzhak Aboudi, Israel, Nermedin Selimow, Bulgarien, Henryk Gal, Sanja Batsuk, Mongolei, Carlos Rodriguez, Kuba, Władysław Stecyk u. Hartmut Reich, DDR;
- 1978, 5. Platz, WM in Mexiko-Stadt, F, Fl, mit Siegen über Kim Young-Kyu, Südkorea, Ion Arapu u. Władysław Stecyk u. Niederlagen gegen Anatoli Beloglasow, UdSSR u. Hartmut Reich;
- 1978, 1. Platz, Asien-Spiele in Bangkok, F, Fl, vor Kim Young-Kyu, Dojodovyn Ganbat, Jang Dok Ryong, Nordkorea u. Rajinder Singh, Indien;
- 1979, 1. Platz, WM in San Diego, F, Fl, mit Siegen über Anatili Beloglasow, Jorge Alvera, Mexiko, Lájos Szabo, Ungarn, James Haines, USA u. Hartmut Reich;
- 1984, Bronzemedaille, OS in Los Angeles, F, Fl, mit Siegen über Diaro, Senegal, Jorge Alvera, Mahavir Singh, Indien u. Ray Takahashi, Kanada u. einer Niederlage gegen Šaban Trstena, Jugoslawien;
- 1990, 8. Platz, WM in Tokio, F, Fl, Sieger: Majid Torkan, Iran vor Valentin Jordanow, Bulgarien

## Japanische Meisterschaften
Yūji Takada gewann von 1973 bis 1980, 1984 und 1990 die japanische Meisterschaft im freien Stil im Fliegengewicht.